# Fanny Anitúa
Fanny Anitúa (22 de enero de 1887 - 4 de abril de 1968) fue una mezzosoprano mexicana de fama mundial, que desarrolló una intensa carrera artística, además de ejercer la educación universitaria de cantantes en la Escuela Nacional de Artes de la Universidad Nacional Autónoma de México y en instituciones privadas.
Fue considerada una de las últimas contraltos verdaderas en la historia del canto moderno, con capacidad para las notas bajas, anchas y profundas, con una voz sonora y prolongada y con una técnica sólida que le permitió interpretar a plenitud la obra de Rossini a pesar del limitado conocimiento de coloratura en su tiempo. Uno de sus muchos alumnos fue el tenor José Sosa Esquivel.

## Discografía
Fanny Anitúa realizó pocas grabaciones, pero entre ellas se destacan una edición completa de la opera Carmen y otras piezas sueltas de ópera bajo el sello de Columbia Records, además de eso está la primera y polémica grabación del Himno Nacional Mexicano en 1922.

## Hijo
Durante sus estudios en Italia en 1913 nace su único hijo Arrigo Coen Anitúa  destacado lingüista y periodista mexicano.

## Biografía
Fanny Anitúa Yánez nació en la ciudad de Victoria de Durango capital del estado mexicano de Durango, hija de Antonio Anitúa Sarabia y de Josefa Yáñez Medrano. El padre, de profesión minero, mudó a su familia a Topia, Durango, cuando Fanny tenía apenas tres años, en esa población empezó a demostrar cualidades para el canto por lo que sus padres la alentaron a entrar al coro del templo católico, con el paso del tiempo la educación de su voz en el coro, le permitió ganar un concurso de radio y un contrato para cantar en una emisora de radio local, a sus 12 años empezó su educación lírica formal con María Aizpuru de Lille.
En 1905 a sus 18 años se muda a la Ciudad de México donde ingresa en el entonces llamado Conservatorio de Música donde se destaca como su profesor Juan de Dios Peza que le enseñó declamación, la calidad de sus voz y dedicación en los estudios le hizo merecedora de una beca que en 1907 le permitió asistir a la escuela de canto de Aristide Franceschetti en la ciudad de Roma, durante esos años se destacó a tal modo que en 1909 debutó en el Teatro Nacional de Roma como protagonista de la ópera Orfeo y Eurídice de Christoph Willibald Gluck, su excelente interpretación le trajo otros papeles en diferentes teatros europeos.
De entre ellos se destaca el Teatro de La Scala en Milán, donde tuvo participación en varios papeles. De entre sus trabajos en la Scala destaca Sigfried  en la temporada 1910-11, la primera edición de Fedra de Ildebrando Pizzetti en la temporada 1914-15,  como Konciakovna en El Príncipe Igor de Alexander Borodin en la temporada de 1915-16, en El Trovador y Un Ballo in Maschera de Giuseppe Verdi en las temporadas de 1923 a 1926, sin dejar de mencionar sus varias temporadas interpretando de nuevo El Orfeo de Gluck.
Fuera de la Scala se destacan sus temporadas en otros escenarios italianos como el Teatro Rossini de Pesaro y el Teatro Regio de Parma, con su participación en las obras El Barbero de Sevilla (1916) y La Cenerentola (1920), fuera de Europa sus trabajos destacados fueron en Sudamérica debido a la Revolución Mexicana, como su participación en la opera Olga de Chaikovski el Teatro Colón de Buenos Aires, así como Eugene Onegin en 1911 del mismo autor, en 1939 su participación en Aida de Giuseppe Verdi en el mismo teatro fue más que destacada.
Para 1920 la cantante ya era una reconocida cantante internacional de opera con residencia en Europa y México, para ese momento había realizado giras ehn solitario por los EE. UU. y una gira por el continente Americano al lado del tenor Enrico Caruso incluso ella estrena en la misma Italia la Misa Solemne de Beethoven, en el Teatro Augusto de Roma en 1924. Por eso en 1921 el entonces ministro de educación de México, José Vasconcelos la nombra directora honoraria del ya llamado Conservatorio Nacional de Música, de igual manera empieza a impartir clases en la Escuela Nacional de Música de la Universidad Nacional Autónoma de México y luego en el mismo Conservatorio.
Es durante esa época que se atreve a realizar la primera grabación sonora del Himno Nacional Mexicano, un 28 de julio de 1922, su versión al decir de muchos fue deficiente y modificada, lo que causó gran polémica al grado de requerir una revisión oficial, por parte del Consejo Cultural del Distrito Federal, la revisión fue llevada a cabo por José López Portillo y Rojas, Manuel Barajas y Julián Carrillo, una de sus consecuencias fue la oficialización del Himno con el fin de fijar sus características.
En 1942 ya un poco retirada de la escena musical internacional fundó el Seminario de Cultura Mexicana y la Academia de Música y Canto, de las que fue directora hasta su muerte. En 1943 se involucró en la formación de Ópera Nacional en el Teatro de las Bellas Artes en la Ciudad de México.
En 1948 con el apoyo del grupo de Opera Nacional realizó su última presentación con la ópera La Gioconda de Amilcare Ponchielli en el Palacio de Bellas Artes en la Ciudad de México. Tras ello siguió con su carrera magisterial de la lírica hasta su fallecimiento en la Ciudad de México el 4 de abril de 1968.

## Repertorio
- Christoph Willibald Gluck
  -  Orfeo y Eurídice
- Gioacchino Rossini
  -  El barbero de Sevilla 
  -  La Cenerentola
- Giuseppe Verdi
  -  Aida 
  -  Il trovatore 
  -  Un ballo in maschera
- Richard Wagner
  -   Siegfried 
  -   Lohengrin 
  -  Tristan und Isolde 
  -  Die Walküre
- Georges Bizet
  -  Carmen
- Aleksandr Borodín
  -  Principe Igor
- Piotr Ilich Chaikovski
  -   Eugene Onegin